# A Gudiña
A Gudiña – gmina w Hiszpanii, w prowincji Ourense, w Galicji, o powierzchni 171,42 km². W 2011 roku gmina liczyła 1506 mieszkańców.